# Grand Genève
Le Grand Genève est une agglomération transfrontalière entre la France et la Suisse, composée de trois principales entités, à savoir le canton de Genève, le district de Nyon (canton de Vaud) et le Pôle métropolitain du Genevois français. Gouverné par un groupement local de coopération transfrontalière (GLCT), le Grand Genève compte huit partenaires et deux membres associés.
Le Grand Genève compte 209 communes en 2019 (45 dans le canton de Genève, 47 dans le district de Nyon, 39 dans le département de l'Ain et 78 dans le département de la Haute-Savoie). D'une superficie (hors lac) de 1 996 km2 (27,7 % en Suisse ; 72,3 % en France), le GLCT Grand Genève comptait 1 025 316 habitants au 1er janvier 2019, 58,5 % d'entre eux en territoire suisse et 41,5 % en territoire français.

## Histoire
Les premiers rapprochements transfrontaliers eurent lieu le 12 juillet 1973 avec la création de la Commission mixte consultative pour les problèmes de voisinage entre la République et canton de Genève et les Départements limitrophes de l’Ain et de la Haute-Savoie grâce à un accord franco-suisse qui dote cette structure d'un organe exécutif, le Comité régional franco-genevois (CRFG) dont les membres historiques sont l'État français, les départements de l'Ain et de la Haute-Savoie et le canton de Genève.
En 1987, une autre structure transfrontalière voit le jour, le Conseil du Léman, incluant, en plus des membres du CRFG, les cantons du Valais et de Vaud avec pour objectif de « promouvoir les relations transfrontalières et initier des projets communs de coopération ».
Dix ans plus tard, le CRFG se dote d'une charte d'aménagement qui servira de référence aux Schéma de cohérence territoriales français et aux plans directeurs cantonaux suisses. Il identifie dix projets stratégiques et relance le processus de création de l'agglomération.
En janvier 2001, le comté stratégique de développement des transports publics régionaux (DTPR) est créé afin de créer un schéma de transport transfrontalier cohérent et débouche en juillet 2003 sur la signature d'une charte des transports publics. Le DTPR se concentre alors sur le CEVA, la communauté tarifaire Unireso et la ligne ferroviaire Rhône Express Régional Genève-La Plaine. La même année la Confédération suisse lance son projet de création d'agglomérations et en 2003, la France lance un appel à la coopération métropolitaine.
En 2004 côté français, l'Association régionale de coopération du Genevois (ARC) voit le jour afin de coordonner l'aménagement du Genevois français. L'année 2004 voit la création du Projet d’agglomération franco-valdo-genevois, qui a pour but de créer une véritable agglomération transfrontalière, composé de 204 communes : le projet regroupe les membres du CRFG (dont la région Rhône-Alpes en devient membre), des dix intercommunalités membres de l'ARC (qui devient membre du CRFG en 2006) et du district de Nyon (le canton de Vaud rejoint le CRFG en 2007).
En décembre 2007, le projet d'agglomération débouche sur un rapport d'étape nommé « Projet d’agglomération 1re génération » qui met en place pour la première fois un diagnostic transfrontalier du territoire. Le projet est récompensé en 2010 par le 8e Grand prix européen de l'urbanisme, tandis que la Confédération suisse signe une convention d'accord garantissant sa participation à la mise en œuvre du projet d'agglomération tandis que l'ARC évolue de son côté en un syndicat mixte afin de se doter d'une sécurité financière et juridique.
Une étape symbolique du projet est franchie le 3 mai 2012, date à laquelle la population choisit le nom de « Grand Genève »,. En juin, la « 2e génération », ajoutant au texte de 2007 les « politiques de services / prestations publiques transfrontalières ».
En 2013, le comité de pilotage du projet d'agglomération est remplacé par un Groupement local de coopération transfrontalière (GLCT) de droit suisse, dont le rôle principal est défini par l'article 1 de ses statuts : « Réaliser, organiser et gérer le lancement des études et démarches nécessaires à la réalisation du Projet d’agglomération franco-valdo-genevois et à son approfondissement ».
En 2016, la « 3e génération » du projet est votée, elle fait évoluer le projet d'agglomération en un « projet de territoire » afin d'englober les politiques publiques en lien avec l'urbanisation, les transports et l'environnement.
Dernière modification en date, en 2017, le syndicat mixte issu de la transformation en 2010 de l'Association régionale de coopération du Genevois (ARC) et transformé en Pôle métropolitain du Genevois français.

## Composition
L'agglomération couvre le canton de Genève, le district de Nyon et le Pôle métropolitain du Genevois français (pays bellegardien, pays de Gex et nord-ouest de la Haute-Savoie), pour un total de 209 communes, sur 1 996 km2.
Ces trois entités ne sont pas, administrativement, des interlocuteurs de même niveau (cela ne signifie pas qu'ils n'ont pas le même « poids » décisionnaire).
Côté suisse, le canton de Genève est un État fédéré tandis que le district de Nyon est une subdivision administrative du canton de Vaud. Côté français, le Pôle métropolitain du Genevois français est un pôle métropolitain composé de trois communautés d'agglomération et cinq communautés de communes situées sur deux départements, à savoir la Haute-Savoie et l'Ain.
| Pays   | Département / Canton (NUTS3) | Intercommunalité / District             | Nombre de communes | Population (dernière pop. légale) | Superficie (km2) | Densité (hab./km2) |
| ------ | ---------------------------- | --------------------------------------- | ------------------ | --------------------------------- | ---------------- | ------------------ |
| Suisse | Genève                       |                                         | 45                 | 524 410                           | 282,48           | 1 856              |
| Suisse | Vaud                         | District de Nyon                        | 47                 | 107 084                           | 307,3            | 348                |
| France | Ain                          | Pays de Gex Agglo                       | 27                 | 102 027                           | 404,90           | 252                |
| France | Ain                          | Communauté de communes Terre Valserhône | 12                 | 21 796                            | 225,80           | 97                 |
| France | Haute-Savoie                 | Annemasse - Les Voirons Agglomération   | 12                 | 93 417                            | 78,20            | 1 195              |
| France | Haute-Savoie                 | Thonon Agglomération                    | 25                 | 93 344                            | 238,90           | 391                |
| France | Haute-Savoie                 | Communauté de communes du Genevois      | 17                 | 48 708                            | 151,50           | 322                |
| France | Haute-Savoie                 | Communauté de communes Arve et Salève   | 8                  | 20 352                            | 99,30            | 205                |
| France | Haute-Savoie                 | Communauté de communes du Pays Rochois  | 9                  | 29 112                            | 93,90            | 310                |
| France | Haute-Savoie                 | Communauté de communes Faucigny-Glières | 7                  | 27 764                            | 150,70           | 184                |
| Total  | Total                        | Total                                   | 209                | 1 025 316                         | 1 996,4          | 514                |

### Liste des villes les plus peuplées
Liste des 20 villes (communes) les plus peuplées du Grand Genève.
| Rang | Nom                      | Pays   | Département / Canton (NUTS3) | Population | Superficie (km2) | Densité (hab./km2) |
| ---- | ------------------------ | ------ | ---------------------------- | ---------- | ---------------- | ------------------ |
| 1    | Genève                   | Suisse | Genève                       | +206 635,  | +0015,93         | +12 971,           |
| 2    | Thonon-les-Bains         | France | Haute-Savoie                 | +037 689,  | +0016,21         | +02 325,           |
| 3    | Annemasse                | France | Haute-Savoie                 | +037 595,  | +0004,98         | +07 549,           |
| 4    | Vernier                  | Suisse | Genève                       | +037 460,  | +0007,68         | +04 878,           |
| 5    | Lancy                    | Suisse | Genève                       | +036 229,  | +0004,77         | +07 595,           |
| 6    | Meyrin                   | Suisse | Genève                       | +026 882,  | +0009,94         | +02 704,           |
| 7    | Nyon                     | Suisse | Vaud                         | +023 016,  | +0006,79         | +03 159,           |
| 8    | Carouge                  | Suisse | Genève                       | +022 311,  | +0002,7          | +08 263,           |
| 9    | Onex                     | Suisse | Genève                       | +018 886,  | +0002,82         | +06 697,           |
| 10   | Thônex                   | Suisse | Genève                       | +016 690,  | +0003,84         | +04 346,           |
| 11   | Valserhône (Bellegarde)  | France | Ain                          | +016 162,  | +0062,53         | +00259,            |
| 12   | Saint-Julien-en-Genevois | France | Haute-Savoie                 | +015 925,  | +0010,59         | +01 504,           |
| 13   | Saint-Genis-Pouilly      | France | Ain                          | +014 584,  | +0009,77         | +01 493,           |
| 14   | Gland                    | Suisse | Vaud                         | +014 018,  | +0008,32         | +01 196,           |
| 15   | Chêne-Bougeries          | Suisse | Genève                       | +013 876,  | +0004,13         | +03 360,           |
| 16   | Versoix                  | Suisse | Genève                       | +013 846,  | +0010,51         | +01 317,           |
| 17   | Gex                      | France | Ain                          | +013 455,  | +0032,02         | +00420,            |
| 18   | Bonneville               | France | Haute-Savoie                 | +013 320,  | +0027,15         | +00491,            |
| 19   | Le Grand-Saconnex        | Suisse | Genève                       | +012 806,  | +0004,38         | +02 924,           |
| 20   | Plan-les-Ouates          | Suisse | Genève                       | +012 221,  | +0005,86         | +02 085,           |

## Organes et fonctionnement

### Comité régional franco-genevois (CRFG)
Le CRFG est la plus ancienne instance de coopération transfrontalière et en est l'organisme faîtier. Il est chargé de l'ensemble des dossiers transfrontaliers et délègue ceux liés aux questions d'urbanisation, de mobilité et d'environnement liées au développement de l'agglomération franco-valdo-genevoise au GLCT. Les projets culturels sont quant à eux délégués au Conseil du Léman.

### Groupement local de coopération transfrontalière (GLCT)
Le GLCT est l'organe exécutif du Grand Genève. De droit suisse, il a pour rôle, selon l'article 1 de ses statuts, de « réaliser, organiser et gérer le lancement des études et démarches nécessaires à la réalisation du Projet d’agglomération franco-valdo-genevois et à son approfondissement » et il est compétent sur les dossiers transfrontaliers concernant la mobilité, l'aménagement du territoire et l'environnement.
Des séminaires d'agglomération sont organisés une fois par an, entre le GLCT, le forum d'agglomération (qui émet des propositions et des idées au GLCT) et les assises transfrontalières des élus.

#### Bureau et assemblée
L'assemblée est constituée de 26 élus membres (24 représentants du Grand Genève et deux membres associés représentant la France et la Suisse), dont sept forment le bureau de l'assemblée qui en est l'organe exécutif. Elle se réunit une fois par trimestre.
Au 1er octobre 2018, les 26 membres sont :
| Membre                   | Poste au GLCT           | Autre(s) mandat(s) |
| ------------------------ | ----------------------- | --- |
| Antonio Hodgers          | Président               | Président du Conseil d'État du canton de Genève                                                                          |
| Jacqueline de Quattro    | Vice-président          | Conseillère d'État, Département du territoire et de l'environnement du canton de Vaud                                    |
| Jean Denais              | Vice-président          | Président du Pôle métropolitain du Genevois français                                                                     |
| Christian Monteil        | Vice-président          | Président du Conseil départemental de la Haute-Savoie                                                                    |
| Gérard Paoli             | Vice-président          | Vice-Président délégué à l'économie et aux affaires transfrontalières du conseil départemental de l'Ain                  |
| Étienne Blanc            | Vice-président          | 1er vice-président aux finances et à l'administration générale du conseil régional d'Auvergne-Rhône-Alpes                |
| Gérald Cretegny          | Vice-président          | Président du conseil régional du district de Nyon                                                                        |
| Rémy Pagani              | Vice-président          | Conseiller administratif de Genève                                                                                       |
| Serge Dal Busco          |                         | Conseiller d'État, Département des infrastructures (DI) du canton de Genève                                              |
| Antonio Hodgers          |                         | Conseiller d'État, Département du territoire (DT) du canton de Genève                                                    |
| Jean Romain              |                         | Président du Grand Conseil du canton de Genève                                                                           |
| Patrick Dimier           |                         | Député du Grand conseil du canton de Genève                                                                              |
| Philippe Morel           |                         | Député du Grand conseil du canton de Genève                                                                              |
| Dinh Manh Uong           |                         | Député du Grand conseil du canton de Genève                                                                              |
| Daniel Rossellat         |                         | Vice-président du conseil régional du district de Nyon                                                                   |
| Frédéric Mani            |                         | Membre du Comité de direction du conseil régional du district de Nyon                                                    |
| Stéphanie Pernod-Beaudon |                         | Vice-présidente du Conseil régional d'Auvergne-Rhône-Alpes, déléguée à la formation professionnelle et à l'apprentissage |
| Cyril Pellevat           |                         | Conseiller régional d'Auvergne-Rhône-Alpes                                                                               |
| Stéphanie Pernod-Beaudon |                         | Vice-présidente du Conseil régional d'Auvergne-Rhône-Alpes                                                               |
| Daniel Raphoz            |                         | Conseiller départemental de l'Ain                                                                                        |
| Virginie Duby-Muller     |                         | Conseillère départementale de la Haute-Savoie                                                                            |
| Christophe Bouvier       |                         | Vice-président du Pôle métropolitain du Genevois français                                                                |
| Gabriel Doublet          |                         | Vice-président du Pôle métropolitain du Genevois français                                                                |
| Stéphane Valli           |                         | Vice-président du Pôle métropolitain du Genevois français                                                                |
| Antoine Vielliard        |                         | Membre du bureau du Pôle métropolitain du Genevois français                                                              |
| Jean-Marc Bassaget       | Membre associé (France) | Sous-préfet de Saint-Julien-en-Genevois                                                                                  |
| Olaf Kjelsen             | Membre associé (Suisse) | Ambassadeur de Suisse et chef de la Coopération transfrontalière au DFAE                                                 |

À la fin de l'année 2019, il est proposé par une association la création d'un parlement transfrontalier dont les membres seraient élus par les différentes régions constitutives, au pro rata du nombre de leurs habitants.

### Prospective territoriale
Le développement territorial, tel qui a été retenu dans le schéma d'agglomération de 2007 jusqu'à horizon 2030, opérera suivant un réseau en étoile depuis le cœur de l'agglomération, Genève. Ainsi, le centre irriguera des pôles régionaux multimodaux en France (Saint-Julien-en-Genevois, Annemasse, Thonon-les-Bains, Ferney-Voltaire et Saint-Genis-Pouilly) et en Suisse (Nyon et Bernex).
Ces pôles régionaux seront reliés au centre par des axes majeurs où se concentreront les principaux axes de communication et les principales zones d'activités.
Secondés par des pôles locaux, cette armature urbaine se chargera de fixer le développement territorial et ainsi d'éviter l'étalement urbain pour conserver deux des principales prérogatives du projet d'agglomération qui sont la préservation de l'environnement naturel et la compacité de l'aire métropolitaine.

## Transport

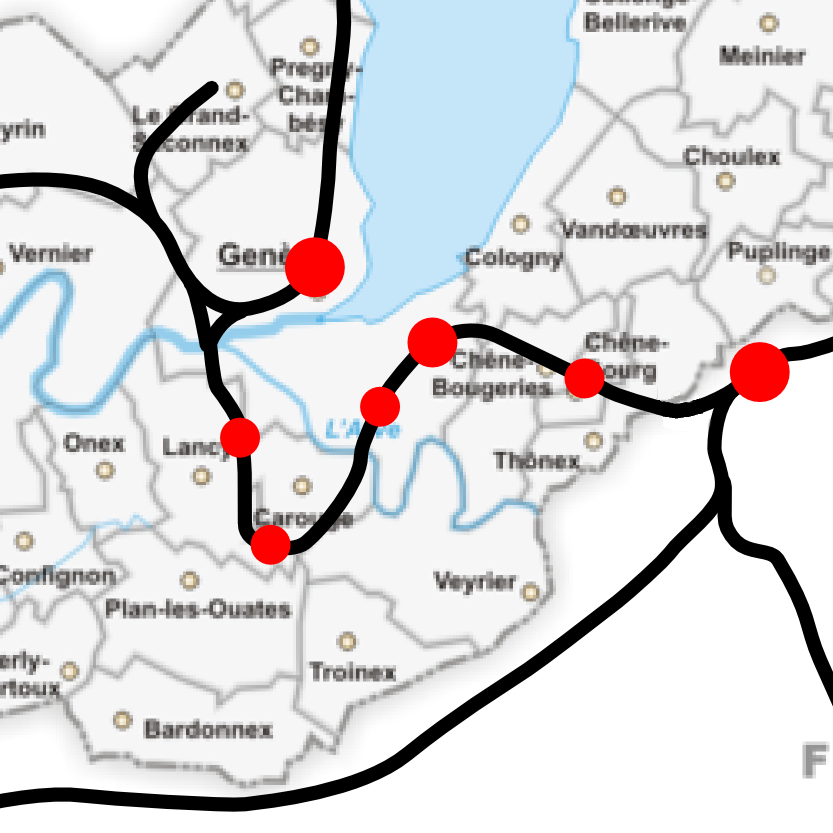
Plan de la liaison ferroviaire Genève-Annemasse.

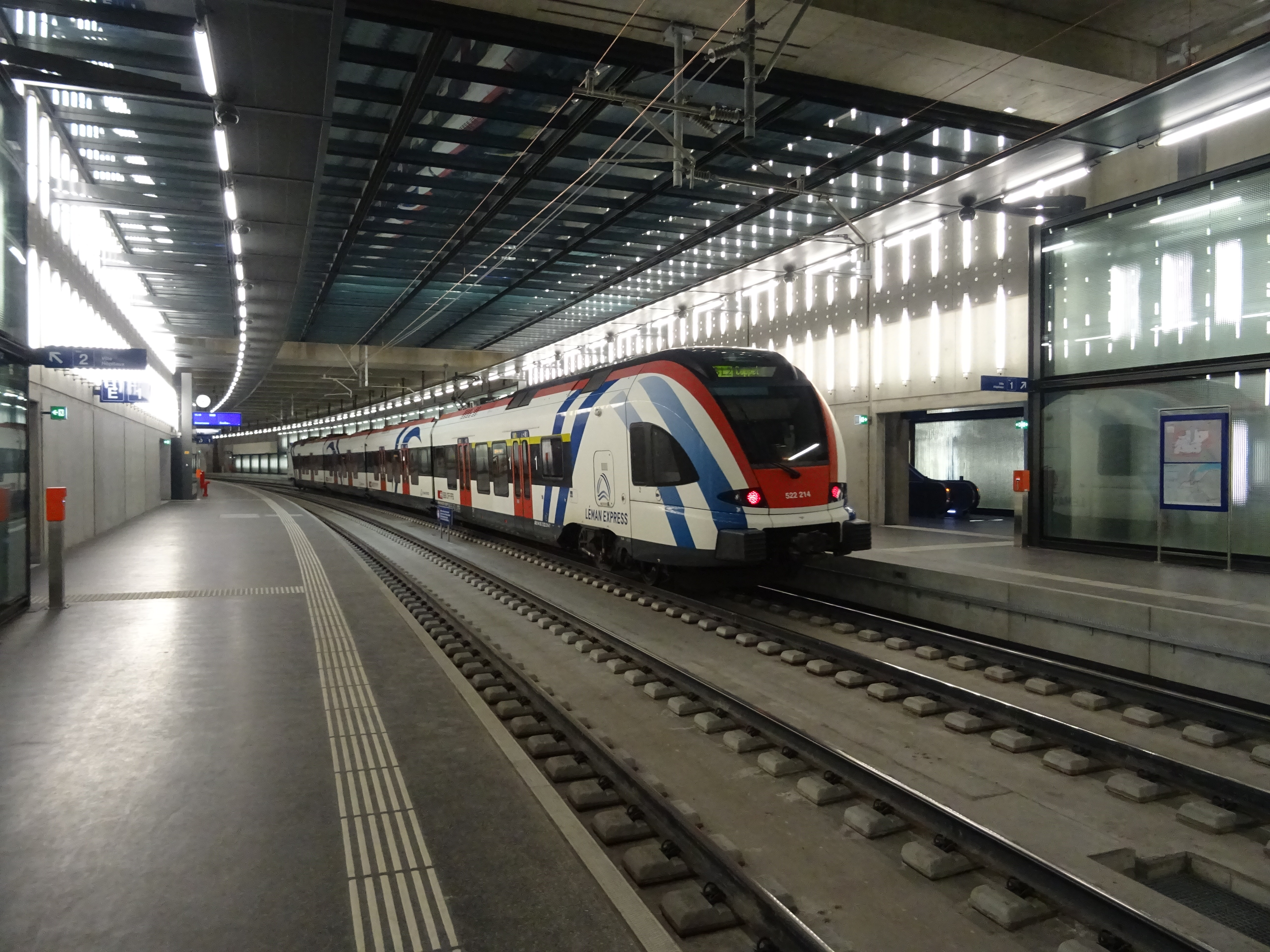
Le Léman Express est un maillon essentiel du Grand Genève.

Le projet du Grand Genève se doit de proposer des solutions aux flux en constante augmentation des mouvements des pendulaires et des transfrontaliers qui se déplacent en transport public ou individuel dans l'agglomération. Le trafic en continuelle hausse se superpose aux différents réseaux de transport locaux, régionaux et nationaux. La gestion de la mobilité pour le territoire concerné est très important pour le développement et la gestion des flux entre les grandes villes et ses périphéries.
La volonté des autorités étant de favoriser la mobilité en transport public afin de diminuer la dépendance des véhicules motorisés individuels, notamment en favorisant le développement de réseaux de transports publics à l'échelle de l'agglomération. La coordination entre les différentes autorités concernées est gérée par le Comité stratégique pour le développement des transports publics régionaux (DTPR) qui regroupe toutes les autorités organisatrices de l'agglomération.
L'amélioration du réseau routier et autoroutier dans le but d'augmenter sa capacité, ne se fera que dans l'optique d'apporter plus de sécurité aux usagers, de diminuer les nuisances pour les riverains et privilégier les nouveaux centres urbains en facilitant l'accès aux transports publics. Dans cette démarche s'inscrit le développement des parcs relais (P+R) situés, généralement, en bordure des centres urbains.
En 2003, une Charte pour le développement des transports publics régionaux a été signée par les autorités organisatrices des transports françaises (Région Rhône-Alpes, département de l'Ain, département de la Haute-Savoie, communautés de communes de l'agglomération annemassienne, du Genevois et du Pays de Gex, Syndicat intercommunal des bus de l'agglomération de Thonon-les-Bains) et des autorités suisses (canton de Genève et canton de Vaud). L'objectif principal étant d'apporter des réponses efficaces afin de dépasser les difficultés liées à la frontière et de créer un réseau de transports publics permettant de desservir toutes les localités concernées par le bassin franco-valdo-genevois. Le développement des transports publics régionaux doit également contribuer à une meilleure coordination entre les partenaires transfrontaliers.
Quatre projets stratégiques doivent être développés par les signataires de la Charte :
1. la liaison Cornavin - Eaux-Vives - Annemasse (CEVA) connectant les réseaux ferroviaires suisse et français au sein du réseau express régional Léman Express[15],
2. le développement de lignes de transports collectifs à haute fréquence entre Genève et Annemasse, Saint-Julien, Saint-Genis-Pouilly et Ferney-Voltaire,
3. l'amélioration des liaisons d'Annecy vers Annemasse, Genève, la vallée de l'Arve et le Chablais,
4. le renforcement des réseaux d'autocars irriguant la Haute-Savoie et le Pays de Gex[14].

### Voie verte du Grand Genève
Concernant la mobilité douce, le projet d'agglomération prévoit la création d'une voie verte qui répondra aux besoins généraux d'amélioration des déplacements des piétons et des cyclistes. La voie verte d'agglomération s'inscrira dans le prolongement de la future liaison ferroviaire du CEVA, d'une longueur d'environ 37 kilomètres de Saint-Genis-Pouilly (Ain) à Bonne (Haute-Savoie), elle traversera 14 communes. De la frontière suisse à Bonne, la longueur est de 12 kilomètres et le nombre de communes traversées est de 5. Son rôle remplit plusieurs vocations, notamment dans la préservation du paysage, mais aussi comme lieu de rencontre et de loisir.
Cette Voie Verte sera, d'ici 2022, fusionnée avec d'autres voies vertes de la Haute-Savoie, ce qui créera finalement une Voie verte reliant Saint-Genis-Pouilly (Ain) au Col des Montets, à la frontière franco-suisse.

### Voie verte et véloroute ViaRhôna
Elle reliera les Alpes suisses à la Méditerranée sur 815 kilomètres. Sur le territoire d'Annemasse Agglomération, un itinéraire qui s'ajoutera à la ViaRhôna sera réalisé de 2020 à 2023.
En Haute-Savoie, cette voie verte et véloroute traversera les communes de Saint-Gingolph, Évian-les-Bains, Thonon-les-Bains, Sciez, Annemasse, Archamps, Clarafond-Arcine et Seyssel.

## Projet politique transfrontalier
Dès les débuts du projet d'agglomération franco-valdo-genevois, dans les années 2000, le projet a pu prendre appui sur le Comité régional franco-genevois (CRFG). En effet, ce Comité est, depuis 1973, « la plus ancienne instance officielle de coopération transfrontalière franco-suisse » et s'occupe des différents problèmes pouvant exister entre le canton de Genève et les départements français de l'Ain et de la Haute-Savoie. Puis, en 2004 s'ajoute le Conseil régional Rhône-Alpes et en 2006 le canton de Vaud.
La coopération transfrontalière s'est multipliée en prenant la forme de diverses entités, dans le but de renforcer la coordination et de gérer au mieux plusieurs questions concernant l'agglomération. Ainsi, on dénombre différentes associations chargées d'améliorer les partenariats à propos de sujets, tels que l'économie, la santé, les transports, l'environnement, les logements, les emplois, etc.
Parmi ces associations, on trouve l'Association régionale de coopération du genevois (ARC) qui regroupe les collectivités françaises partenaires du projet et devient, en 2010, l'ARC Syndicat mixte. Le Groupement local de coopération transfrontalière (GLCT) effectue des démarches afin d'assurer la gouvernance du projet d'agglomération franco-valdo-genevoise, sous l'égide du Comité régional franco-genevois (CRFG). Il exprime ainsi le souhait des « autorités françaises et genevoises (de réitérer) leurs engagements quant à la création d'un instrument juridique destiné à assurer une meilleure gouvernance de l'ensemble des territoires transfrontaliers ».
Un tel projet est confronté à trois échelles politiques, locale, nationale et internationale qui doivent toutes donner leur autorisation afin que le projet puisse se concrétiser.

## Agglomération transfrontalière intégrée
Le Grand Genève est une agglomération transfrontalière intégrée de manière fonctionnelle et institutionnelle. En effet, Olivier Walther, chercheur au Centre for Population, Poverty and Public Policy Studies au Luxembourg, constate qu'au sein de l'agglomération la ville de Genève concentre la plupart des emplois et des emplois qualifiés alors que les périphéries, notamment françaises, deviennent des lieux résidentiels ayant une expansion très importante du nombre de logements depuis 2002. D'un point de vue institutionnel, le Grand Genève est considéré, en Europe, comme l'agglomération ayant les institutions transfrontalières les plus intégrées. La coopération est effective entre les institutions des différents pays au travers d'un projet d'agglomération qui correspond au périmètre fonctionnel de l'agglomération et qui encourage le dynamisme transfrontalier.
La comparaison d'Olivier Walther, avec le processus d'intégration de l'agglomération transfrontalière du Luxembourg, montre que si l'intégration fonctionnelle entre les deux agglomérations est sensiblement similaire, l'intégration institutionnelle est en revanche moins importante au Luxembourg. En effet, l'agglomération luxembourgeoise, contrairement à Grand Genève, souffre encore d'un manque de convergence au sein des politiques de coopération entre les différents pays, plaçant ainsi, la ville-centre et sa périphérie dans deux logiques différentes en matière de développement territorial. Cette étude comparative d'Olivier Walther, tend notamment à prouver que Grand Genève est l'une des agglomérations transfrontalières européennes les plus avancées dans l'objectif politique de coopération urbaine transnationale.

## Critiques du projet
Depuis que le projet a été lancé, il a reçu de nombreuses critiques émanant d'associations ou de groupes politiques et majoritairement au niveau local. Parmi les plus actifs, on retrouve le Groupe Genève cinq cents mètres de ville en plus qui propose plusieurs projets alternatifs et progressifs. Il dénonce notamment le déséquilibre de plus en plus prononcé entre le centre et la périphérie, essentiellement transfrontalière. Leur contre-projet propose que le développement de l'agglomération se fasse en couronne, c'est-à-dire en tenant compte et en privilégiant l'urbanisation linéaire qui se développe déjà aux pieds du Jura et du Salève. Selon eux le projet d'agglomération actuel nie cette réalité, en mettant l'accent sur un développement en étoile ou radial et basé sur les grands axes de transports.
Sans être en opposition avec le projet d'agglomération d'autres associations suivent de près l'évolution de ce dernier et particulièrement au niveau local. La Coordination économique et sociale transfrontalière (CEST) regroupe différentes associations et organismes de l'Ain, de Genève et de Haute-Savoie travaillant sur la thématique transfrontalière. Des propositions sont formulées sous la forme du Livre vert regroupant différents sujets (mobilité, environnement, santé, etc.) et relevant la problématique d'une région à deux vitesses.
En 2018, dans la Tribune de Genève, face aux difficultés rencontrées dans sa construction, l'un des vice-présidents du Genevois français souhaite que naisse un « esprit du Grand Genève ». Le Journal de Bâle et Genève répond dans un éditorial que « pour que cet « esprit du Grand Genève » gagne les cœurs des Savoyards, des Gessiens, des Vaudois et des Genevois, il faut surtout penser à inclure réellement les citoyens, et non pas construire l’agglomération au forcing, sous couvert de "realpolitik" et de "Progrès". Le Grand Genève apparaît pour beaucoup, jusqu’ici, comme un grand machin technocratique », ajoutant : « Oui, nous devons nous réapproprier notre histoire commune: ce n’est pas nous qui traversons la frontière, c’est la frontière qui nous traverse ».
À Genève, c'est le parti politique Mouvement citoyens genevois (MCG) qui montre le plus d'hostilité envers le projet, particulièrement contre le CEVA.

## Autres études sur le sujet
Des études universitaires ont également étudié certains aspects économiques, agricoles ou sociaux de l'agglomération. Parmi les travaux de recherches effectués, le rapport intitulé Métabolisme agricole franco-valdo-genevois s’inscrit dans le cadre du projet de Valorisation Intensive des énergies Renouvelables dans l’Agglomération Genevoise (projet VIRAGE).
Une autre étude porte sur les choix résidentiels et les modes de vie dans l’agglomération franco-valdo-genevoise fondée entre autres sur une enquête téléphonique. Par ailleurs, une étude décrit les principales étapes qui ont conduit à l’esquisse de la voie verte de l’agglomération.
Enfin, l'ouvrage « Construire une agglomération transfrontalière » de Vincent Mottet (Éditions EMS, 2016) analyse le Grand Genève sous l'angle managérial en mettant en évidence le coût engendré par les différences normatives qu'il traite de manière socio-économique.